# 老高川镇
老高川镇，是中华人民共和国陕西省榆林市府谷县下辖的一个乡镇级行政单位。

## 行政区划
老高川镇下辖以下地区：
老高川村、磁尧村、大伙盘村、秦家沟村、琵琶沟村、李石畔村、敖包墕村、丁家伙盘村、红草沟村和长房梁村。